# Кальпа
Ка́льпа (санскр. कल्प, «порядок», «закон») — единица измерения времени в индуизме и буддизме.

## В индуизме
В индуизме кальпа — это «день Брахмы», продолжающийся 4,32 миллиарда лет и состоящий из 1000 маха-юг (периодов по 4 юги). По прошествии этого периода наступает ночь Брахмы, равная по продолжительности дню. Ночь знаменует собой уничтожение мира и гибель дэвов. Таким образом, божественные сутки длятся 8,64 млрд лет. Месяц Брахмы состоит из тридцати таких суток (тридцати дней и тридцати ночей), что составляет 259,2 млрд лет, а год Брахмы (3,1104⋅1012 обычных лет) — из двенадцати месяцев. Брахма живёт сто лет (3,1104⋅1014, или 311 триллионов 40 миллиардов лет), по прошествии которых уничтожаются все вселенные в материальном мире. Во время этого великого уничтожения, называемого махапралая, прекращает существование вселенная и гибнут дэвы. Согласно «Бхагавата-пуране», после того, как заканчивается жизнь Брахмы, все вселенные входят в тело Маха-Вишну, заканчивая тем самым своё существование. По прошествии периода времени, равного жизни Брахмы, всё опять проявляется: из тела Маха-Вишну выходят бесчисленные вселенные, в каждой из которых рождается Брахма и начинается новый цикл кальп. Каждая кальпа делится на 14 периодов манвантар, продолжающихся по 306 720 000 лет с интервалами в 1 851 429 лет между ними (так как точное значение {\displaystyle {1 \over 14}} кальпы — 308 571 429 лет).
Нынешний Брахма находится на 51 году своей жизни, и мир находится в кальпе, называемой «Швета-вараха» («цикл белого вепря»).

## В буддизме
По-другому теория кальп рассматривается в буддийской космологии. Обычная процедура разрушения мира огнём возникает в конце Самвартастхаикальпы. Но каждые восемь Великих Кальп после семи разрушений мира огнём наступает следующее разрушение мира водой. Это разрушение более опустошительно, так как захватывает не только миры Брахмы, но и миры Абхасвары. А каждые шестьдесят четыре махакальпы после 56 разрушений огнём и семи разрушений водой наступает разрушение мира ветром. Это самая разрушительная катастрофа, которая смывает также миры Шубхакритсны. Более высокие миры не уничтожаются никогда.
Буддистская космология оперирует более узкими временными промежутками, чем это принято в индуизме. И причина этого лежит в заимствовании таких понятий о времени, как «кальпа» и «юга». Только с появления в «пост-буддистской» космологии понятия «эон» два последних стали разграничивающим (в релятивистском смысле) подходом в определении «время».

## Список кальп
Матсья-пурана перечисляет названия 30 кальп, названные Брахмой в честь самого значимого человека, события или места в начале кальпы. Они образуют месяц Брахмы:
1. Швета (нынешняя)
2. Нилалохита
3. Вамадева
4. Ратхантара
5. Раурава
6. Дева
7. Врхат
8. Кандарпа
9. Садья
10. Ишана
11. Тамах
12. Сарасвати
13. Удана
14. Гаруда
15. Курма
16. Нарасимха
17. Самана
18. Агнея
19. Сома
20. Манава
21. Татпуман
22. Вайкунтха
23. Лакшми
24. Савитри
25. Агора
26. Вараха
27. Вайраджа
28. Гаури
29. Махешвара
30. Питр

## Интересные факты
- В «Книге рекордов Гиннесса» кальпа числится как самая большая единица измерения времени[1][2].
- С точностью до 5 % совпадает с предположительным возрастом Земли (4,54—4,57 млрд лет).
- C позиции движения «Брахма Кумарис» продолжительность кальпы составляет 5000 лет[3].